# Spanish Harlem Orchestra
Spanish Harlem Orchestra es una orquesta estadounidense de salsa fundada por Aaron Levinson y Óscar Hernández.

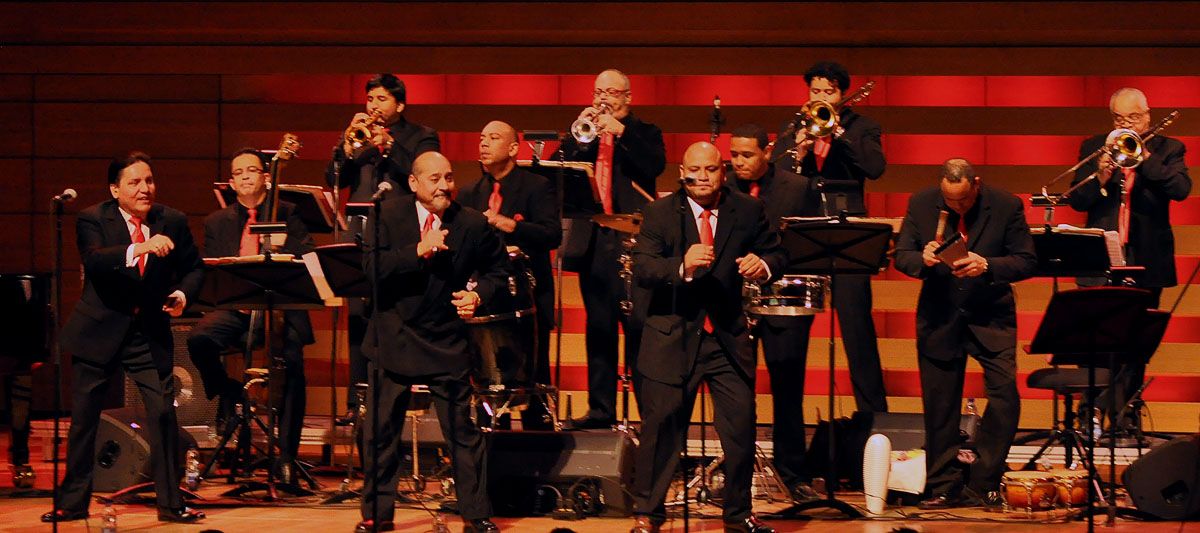
La orquesta

Su álbum debut fue publicado en octubre del 2002. La orquesta ha tocado en conciertos en distintos puntos del planeta. 

## Discografía

### Un Gran Día En El Barrio(2002)
1. Mama Guela
2. Obsesión
3. Tambouri
4. Aprende A Querer
5. La Música Es Mi Vida
6. La Banda
7. Pa' Gozar
8. Somos Iguales
9. Vale Más Un Guaguancó
10. Pueblo Latino

### Across 110th Street(2004)
1. Un Gran Día En El Barrio
2. Cuando Te Vea
3. Tun Tun Suena El Tambo
4. Dime Se Llegue A Tiempo
5. Escucha El Ritmo
6. Bailadores
7. Te Cantare
8. Como Lo Canto Yo
9. Maestro De Rumberos
10. La Hija De Lola
11. Perla Morena
12. Esperame En El Cielo
13. Tu Te Lo Pee Pee (Bonus Track)

### United We Swing(2007)
1. SHO Intro
2. Llegó La Orquesta
3. En El Tiempo Del Palladium
4. Se Forma La Rumba
5. Sacala Bailar
6. Ahora Si
7. Que Bonito
8. Salsa Pa’l Bailador
9. Mujer Divina
10. Soy Candela
11. Plena Con Sabor
12. Danzon For My Father
13. Late In The Evening/Tarde En La Noche

### Viva La Tradición(2010)
1. "La Salsa Dura"
2. "Mi Herencia Latina"
3. "Son De Corazón"
4. "Como Baila Mi Mulata"
5. "Si Me Quieres Te Quiero"
6. "Baila Latino"
7. "La Fiesta Empezó"
8. "Nuestra Canción"
9. "Linda"
10. "Regalo De Dios"
11. "Rumba Urbana"
12. "El Negro Tiene Tumbao"

### Anniversary, 2018
1. Esa Nena - (Marco Bermúdez / George Delgado)
2. Yo Te Prometo - (Gil López / Marco Bermúdez)
3. Dime Tu - (Carlos Castante)
4. Goza El Ritmo - (Oscar Hernández)
5. Echa Pa'Lante - (Gil López / Marco Bermúdez)
6. Guaracha Y Bembe - (Cheo Feliciano)
7. Y Deja - (Rubén Blades)
8. Canción Para Ti - (Oscar Hernández)
9. Como Te Quise - (Carlos Castante)
10. Tres Palabras - (Osvaldo Farrês)
11. Somos Uno (Feat. Randy Brecker) - (Oscar Hernández)
12. Soy El Tambor - (Jeremy Bosch)

### The Latin Jazz Project, 2020
1. Ritmo De Mi Gente
2. Bobo
3. Invitation
4. Acid Rain
5. Las Palmas
6. Silent Prayers
7. 'Round Midnight
8. Fort Apache
9. Latin Perspective
10. Joe and Oscar
11. Descarga de Jazz

## Premios y nominaciones
- 2005 Premio Grammy por mejor álbum de salsa.
- 2002 Nominado al Grammy por mejor álbum de salsa.
- 2003 Premio Billboard Latino por mejor álbum de salsa del año.
- 2008 Nominado al Grammy Americano y Latino por Mejor lbum de salsa.
- 2010 Premio Grammy por "Mejor Álbum Latino Tropical".